# Brautlach (Karlskron)
Brautlach ist ein Dorf im Donaumoos und ein Ortsteil der Gemeinde Karlskron im oberbayerischen Landkreis Neuburg-Schrobenhausen, (Bayern).

## Lage
Brautlach liegt im östlichen Teil des ehemaligen Niedermoors Donaumoos nahe der alten Römersiedlung Oberstimm in der Region Ingolstadt. Quer zur alten Ortshauptstraße, der Aretinstraße, verläuft die Bundesstraße 13. Parallel zur B 13 verläuft die Bahnstrecke München–Treuchtlingen. Im Norden grenzt das Ortsgebiet an die Stadtgrenze der kreisfreien Stadt Ingolstadt und im Osten an die Kreisgrenze des Landkreises Pfaffenhofen. Westlich der B 13 fließt das durch den Donaumoos-Hauptkanal gespeiste Flüsschen Brautlach.

## Geschichte
Das Ortsgebiet von Brautlach war bis 1790 unberührte Moorlandschaft im unerschlossenen und unzugänglichen größten Niedermoor Süddeutschlands, dem Donaumoos. In den darauf folgenden Jahren ließ der aus Mannheim stammende Landesherr Kurfürst Karl Theodor das Donaumoos entwässern und zu Ackerland kultivieren. Der schnurgerade Entwässerungsgraben der als erster zum Trockenlegen des Mooses angelegt wurde und an dessen Verlauf die erste Ansiedlung im Moos (Karlskron) entstand, mündet etwas südlich des alten Dorfes Brautlach in die Brautlach.
Der Kurfürst Karl Theodor hatte zwar keine ehelichen Kinder und damit keinen legitimen Erben, er zeugte jedoch mit verschiedenen Mätressen eine ganze Anzahl unehelicher Kinder. Davon sind Acht als seine leiblichen Abkömmlinge verbrieft.
Das jüngste dieser Nachkommen war die, aus seiner Verbindung mit Elisabeth Freiin Schenk von Castell, hervorgegangene Gräfin Maria Walburga von Warenberg (* 1790; † August 1797).
Für ihre Versorgung ließ der Kurfürst im Donaumoos vier Höfe errichten. Dieser Ansiedlung wurde am 15. Oktober 1795 die Niedergerichtsbarkeit verliehen und sie mit dem Namen Brautlach versehen. Am 30. März 1796 wurde Brautlach zur Hofmark erklärt und Maria Walburga zur Hofmarksherrin ernannt. Ein Vormund führte die Geschäfte, doch schon 1797, im Alter von sieben Jahren starb das Mädchen.
In den darauffolgenden Jahren wurden beiderseits der, nach Johann Georg von Aretin – dem Chronisten der Donaumooskultivierung benannten, Dorfstraße Kolonistenhäuser angelegt.
Diese wurden überwiegend Siedlern aus der Pfalz zugewiesen und von diesen bewohnt.
Die eingewanderten Siedler der damaligen Zeit waren durchweg evangelisch und gehörten verschiedenen protestantischen Glaubensrichtungen an. Ein beträchtlicher Anteil der Urbevölkerung Brautlachs waren Mennoniten.
Nach deren Ab- und Auswanderung in die USA und Kanada rückten reformierte Protestanten aus der Pfalz nach, um die freigewordenen Häuser und Anwesen zu übernehmen.
Viele Bewohner Brautlachs bestritten ihren Lebensunterhalt, aus Mangel an ausreichender landwirtschaftlicher Anbaufläche, als Fieranten.
Ende des 20. Jahrhunderts beschloss der Gemeinderat von Karlskron, die Fläche zwischen der B 13 und dem Flüsschen Brautlach, südöstlich des Altorts, als Gewerbegebiet auszuweisen und zu erschließen.

## Wirtschaft
Das Gewerbegebiet bietet durch sein direktes Angrenzen an die B 13 und die relativ nahe Anbindung an die Autobahnauffahrten Manching und Langenbruck der Bundesautobahn 9, eine gute Verkehrsanbindung.
Eine ganze Reihe kleiner und mittlerer Industrie-, Handwerks- und Handelsunternehmen hat sich in diesem Gebiet angesiedelt und bietet Arbeitsplätze für die einheimische und umliegende Bevölkerung.
Das Gewerbegebiet Brautlach ist ein wichtiger Wirtschaftsfaktor für die Gemeinde Karlskron und wurde inzwischen für die Wirtschaft so attraktiv, dass die angrenzende Gemeinde Baar-Ebenhausen im direkten Anschluss an das bestehende Karlskroner Gewerbegebiet auf ihrer Gemarkung ein Gelände mit der Bezeichnung „Gewerbegebiet Brautlach Süd“ anbietet.